# Poulet fāfā

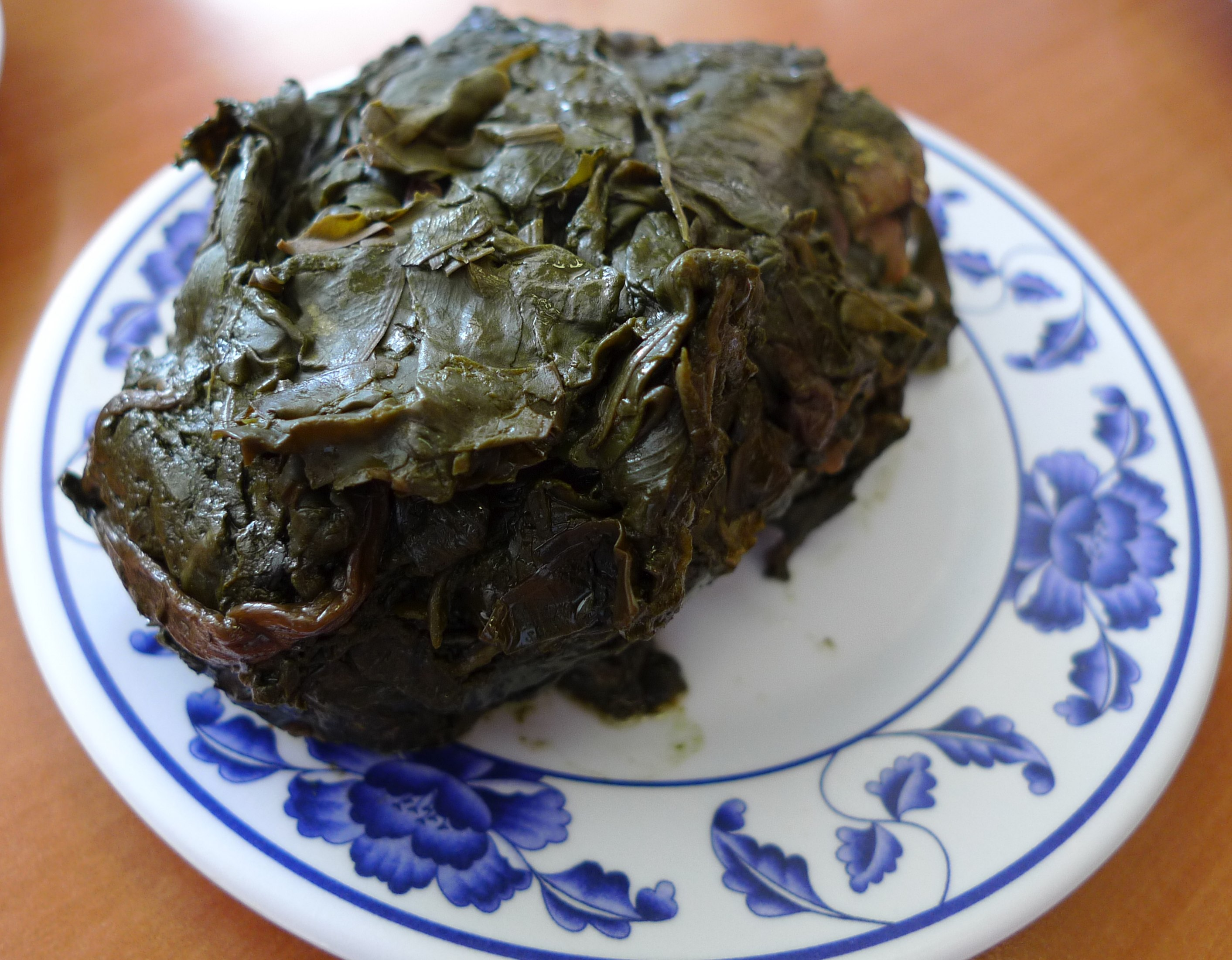
Assiette de laulau.

Le laulau, appelé lū aux Tonga, palusami aux îles Fidji et à Samoa et rukau aux îles Cook, est un mets polynésien composé de feuilles de taro cuites enveloppant une garniture telle que du porc, du poisson ou de la crème de noix de coco. Dans le vieux Hawaï, le laulau était préparé en prenant quelques feuilles et en plaçant quelques morceaux de poisson et de porc au centre. Dans les temps modernes, le plat utilise des feuilles de taro, du stromatée salé et de la viande de porc, de bœuf ou de poulet et est généralement cuit à la vapeur sur la cuisinière. Le laulau est un plat typique du « déjeuner en assiette » et est généralement servi avec du riz et une salade de macaronis.
Dans la préparation classique, les extrémités de la feuille de luau sont repliées et enveloppées à nouveau dans la feuille. Une fois prêt, tout le laulau est placé dans un four souterrain, appelé imu. Des pierres chaudes sont placées sur la préparation et recouvertes de feuilles de bananier et enterrées à nouveau. Quelques heures plus tard, le laulau est prêt à être dégusté.